# Brecht Dejaegere
Brecht Emiel Dejaegere (* 29. Mai 1991 in Handzame, Provinz Westflandern) ist ein belgischer Fußballspieler, der beim KV Kortrijk unter Vertrag steht.

## Karriere
In seiner Jugend war Dejaegere für den SVD Handzame, FC Brügge sowie KV Kortrijk aktiv. Bei letzterem debütierte der Mittelfeldakteur am 19. Februar 2011 im Erstligaspiel bei Germinal Beerschot (1:3), als er in der 84. Minure für Gertjan De Mets eingewechselt wurde. 2013 wechselte er weiter zum KAA Gent und wurde dort in der folgenden sieben Jahren Belgischer Meister, Superpokalsieger und spielte in der UEFA Champions League.
Im September 2020 wurde Dejaegere dann für den Rest der Saison 2020/21 an den französischen Zweitligisten FC Toulouse mit anschließender Kaufoption ausgeliehen. Nach Ende der Leihe zog der Verein diese Option und nahm ihn fest unter Vertrag. Hier gewann er in der Saison 2022/23 als Kapitän den französischen Pokal durch einen 5:1-Finalerfolg über den FC Nantes. Anschließend wechselte er für ein Jahr zum Charlotte FC in die Major League Soccer und kehrte im August 2024 zurück zu seinem ehemaligen Klub KV Kortrijk.

## Erfolge
KAA Gent
- Belgischer Meister: 2015
- Belgischer Superpokalsieger: 2015

FC Toulouse
- Französischer Pokalsieger: 2023